# 6
Il 6 (VI in numeri romani) è un anno  del I secolo.

## Eventi
- Erode Archelao viene deposto dalla carica di etnarca di Samaria, Giudea e Idumea ed esiliato in Gallia.
- Dopo aver sconfitto il popolo dei Dardani, Roma crea le due nuove province di Giudea e Mesia. In Siria vengono inviate le legioni X Fretensis, III Gallica, VI Ferrata e XII Fulminata.
- La Giudea diventa una provincia romana in seguito alla deposizione di Erode Archelao (venendo affidata a Publio Sulpicio Quirinio, allo stesso tempo nominato governatore della Siria).
- Secondo Flavio Giuseppe, Publio Sulpicio Quirinio ordina un censimento in Giudea che provoca una rivolta, al cui comando si pone Giuda il Galileo e appoggiata dal fariseo Zadok. La rivolta viene repressa con il terrore da Roma, ma dalle ceneri della rivolta nasce il movimento degli Zeloti.
- Con una somma di 170 milioni di sesterzi, Augusto crea l'aerarium militare, che consiste in una speciale cassa destinata al pagamento straordinario per i legionari veterani che si ritirano dal servizio militare.
- Augusto ordina il raddoppio degli approvvigionamenti di grano da distribuire alla popolazione di Roma per fronteggiare la crisi alimentare.
- Dopo un incendio catastrofico a Roma, Augusto istituisce il corpo dei Vigiles per assicurare la vigilanza notturna delle strade e proteggere la città dagli incendi.
- Tiberio stabilisce la sua base di operazioni a Carnunto (in Pannonia, nell'odierna Austria) per contrastare l'avanzata dei Marcomanni guidati da Maroboduo (a Tiberio viene assegnato il comando della legione XX Valeria Victrix).
- Le tribù illiriche in Dalmazia e Pannonia si ribellano all'impero romano (la lotta durerà fino al 9 d.C.).
- Con la costruzione di un forte militare nei pressi di una fonte termale (che prende il nome di Aquae Mattiacorum), avviene la nascita della città di Wiesbaden (odierna capitale dell'Assia, in Germania).
- Augusto costringe all'esilio Marco Vipsanio Agrippa Postumo, uno dei suoi figli adottivi, sull'isola di Pianosa.
- Insurrezione contro Roma in Sardegna.
- Publio Sulpicio Quirinio diventa governatore di Siria.
- Marco Emilio Lepido e Lucio Arrunzio diventano consoli romani.
- Genova viene ufficialmente eletta a capitale della Liguria, inquadrata come IX regio dell'Impero romano.
- Il futuro imperatore romano Tiberio inaugura il Tempio dei Dioscuri dopo il restauro.
- Gneo Cornelio Lentulo l'Augure infligge una grave sconfitta ai Getuli e per questo, in seguito, acquisirà l'epiteto di Getulico.
- La provincia di Sardegna e Corsica viene creata provincia imperiale.

## Nati
- Marco Emilio Lepido, nobile romano († 39)
- Nerone Cesare, nobile e politico romano († 31)

## Calendario
| Calendario 6 | Calendario 6 | Calendario 6 | Calendario 6 | Calendario 6 | Calendario 6 | Calendario 6 | Calendario 6 | Calendario 6 | Calendario 6 | Calendario 6 | Calendario 6 | Calendario 6 | Calendario 6 | Calendario 6 | Calendario 6 | Calendario 6 | Calendario 6 | Calendario 6 | Calendario 6 | Calendario 6 | Calendario 6 | Calendario 6 | Calendario 6 | Calendario 6 | Calendario 6 | Calendario 6 | Calendario 6 | Calendario 6 | Calendario 6 | Calendario 6 | Calendario 6 | Calendario 6 |
| ------------ | ------------ | ------------ | ------------ | ------------ | ------------ | ------------ | ------------ | ------------ | ------------ | ------------ | ------------ | ------------ | ------------ | ------------ | ------------ | ------------ | ------------ | ------------ | ------------ | ------------ | ------------ | ------------ | ------------ | ------------ | ------------ | ------------ | ------------ | ------------ | ------------ | ------------ | ------------ | ------------ |
|              | 1            | 2            | 3            | 4            | 5            | 6            | 7            | 8            | 9            | 10           | 11           | 12           | 13           | 14           | 15           | 16           | 17           | 18           | 19           | 20           | 21           | 22           | 23           | 24           | 25           | 26           | 27           | 28           | 29           | 30           | 31           |              |
| Gennaio      | Ve           | Sa           | Do           | Lu           | Ma           | Me           | Gi           | Ve           | Sa           | Do           | Lu           | Ma           | Me           | Gi           | Ve           | Sa           | Do           | Lu           | Ma           | Me           | Gi           | Ve           | Sa           | Do           | Lu           | Ma           | Me           | Gi           | Ve           | Sa           | Do           |              |
| Febbraio     | Lu           | Ma           | Me           | Gi           | Ve           | Sa           | Do           | Lu           | Ma           | Me           | Gi           | Ve           | Sa           | Do           | Lu           | Ma           | Me           | Gi           | Ve           | Sa           | Do           | Lu           | Ma           | Me           | Gi           | Ve           | Sa           | Do           |              |              |              |              |
| Marzo        | Lu           | Ma           | Me           | Gi           | Ve           | Sa           | Do           | Lu           | Ma           | Me           | Gi           | Ve           | Sa           | Do           | Lu           | Ma           | Me           | Gi           | Ve           | Sa           | Do           | Lu           | Ma           | Me           | Gi           | Ve           | Sa           | Do           | Lu           | Ma           | Me           |              |
| Aprile       | Gi           | Ve           | Sa           | Do           | Lu           | Ma           | Me           | Gi           | Ve           | Sa           | Do           | Lu           | Ma           | Me           | Gi           | Ve           | Sa           | Do           | Lu           | Ma           | Me           | Gi           | Ve           | Sa           | Do           | Lu           | Ma           | Me           | Gi           | Ve           |              |              |
| Maggio       | Sa           | Do           | Lu           | Ma           | Me           | Gi           | Ve           | Sa           | Do           | Lu           | Ma           | Me           | Gi           | Ve           | Sa           | Do           | Lu           | Ma           | Me           | Gi           | Ve           | Sa           | Do           | Lu           | Ma           | Me           | Gi           | Ve           | Sa           | Do           | Lu           |              |
| Giugno       | Ma           | Me           | Gi           | Ve           | Sa           | Do           | Lu           | Ma           | Me           | Gi           | Ve           | Sa           | Do           | Lu           | Ma           | Me           | Gi           | Ve           | Sa           | Do           | Lu           | Ma           | Me           | Gi           | Ve           | Sa           | Do           | Lu           | Ma           | Me           |              |              |
| Luglio       | Gi           | Ve           | Sa           | Do           | Lu           | Ma           | Me           | Gi           | Ve           | Sa           | Do           | Lu           | Ma           | Me           | Gi           | Ve           | Sa           | Do           | Lu           | Ma           | Me           | Gi           | Ve           | Sa           | Do           | Lu           | Ma           | Me           | Gi           | Ve           | Sa           |              |
| Agosto       | Do           | Lu           | Ma           | Me           | Gi           | Ve           | Sa           | Do           | Lu           | Ma           | Me           | Gi           | Ve           | Sa           | Do           | Lu           | Ma           | Me           | Gi           | Ve           | Sa           | Do           | Lu           | Ma           | Me           | Gi           | Ve           | Sa           | Do           | Lu           | Ma           |              |
| Settembre    | Me           | Gi           | Ve           | Sa           | Do           | Lu           | Ma           | Me           | Gi           | Ve           | Sa           | Do           | Lu           | Ma           | Me           | Gi           | Ve           | Sa           | Do           | Lu           | Ma           | Me           | Gi           | Ve           | Sa           | Do           | Lu           | Ma           | Me           | Gi           |              |              |
| Ottobre      | Ve           | Sa           | Do           | Lu           | Ma           | Me           | Gi           | Ve           | Sa           | Do           | Lu           | Ma           | Me           | Gi           | Ve           | Sa           | Do           | Lu           | Ma           | Me           | Gi           | Ve           | Sa           | Do           | Lu           | Ma           | Me           | Gi           | Ve           | Sa           | Do           |              |
| Novembre     | Lu           | Ma           | Me           | Gi           | Ve           | Sa           | Do           | Lu           | Ma           | Me           | Gi           | Ve           | Sa           | Do           | Lu           | Ma           | Me           | Gi           | Ve           | Sa           | Do           | Lu           | Ma           | Me           | Gi           | Ve           | Sa           | Do           | Lu           | Ma           |              |              |
| Dicembre     | Me           | Gi           | Ve           | Sa           | Do           | Lu           | Ma           | Me           | Gi           | Ve           | Sa           | Do           | Lu           | Ma           | Me           | Gi           | Ve           | Sa           | Do           | Lu           | Ma           | Me           | Gi           | Ve           | Sa           | Do           | Lu           | Ma           | Me           | Gi           | Ve           |              |